# Robotboy
Robotboy è una serie televisiva animata trasmessa da Cartoon Network nel 2005, prodotta da Alphanim, France 3, Cofinova 1, LuxAnimation e Digital EMation in collaborazione con Cartoon Network Europe.

## Trama
Robotboy è un automa molto potente e intelligente, con molta umanità. Il professor Moshimo, uno scienziato giapponese in pensione, ha donato questo suo grande progetto a Tommy Turnbull, un bambino che vive nella città di Bay Area, perché si rese conto che era troppo potente e se nelle mani sbagliate, troppo pericoloso. Scelse dunque di donarlo a Tommy, per evitare di distruggerlo, così che nelle sue mani stesse più sicuro, e soprattutto imparasse a diventare un bambino vero. Ma ben presto i cattivi scoprono il nascondiglio del robot, e dunque Robotboy dovrà lottare con molti nemici malvagi, e coi loro scagnozzi, ma soprattutto, dovrà difendere la sua nuova famiglia. Il nemico principale del cartone è il Dr. Kamikazi, e il suo braccio destro Constantin. Esso cercherà in tutti i modi di impadronirsi del robot per conquistare il mondo, ma senza mai aver successo, anche talvolta, essendo a tanto così dal prendere il robot.

## Personaggi
- Robotboy: Un robot blu che a prima vista sembra un normale giocattolo per bambini ma se si attiva diventa più grande e incomincia a prendere vita. È molto ingenuo certe volte ma se capisce la situazione non esita ad aiutare chi è in pericolo. Se i cattivi sono troppo forti (o non riesce a combatterli per la sua forma fisica) può superattivarsi, mettendo così alla luce tutte le sue armi e gadget. Il suo creatore è il prof. Moshimo e il suo proprietario e migliore amico è Tommy. Parla sempre all'infinito.
- Tommy Turnbull: Il "maestro" e miglior amico di Robotboy. Appena il prof. Moshimo glielo affidò lui promise di trattarlo bene, e di non rivelare la sua identità. Ha i capelli biondi ed una testa quadrata. Appena Robotboy reagisce male lui non si arrabbia, sta calmo, perché sa che non è colpa sua perché lui gli insegna senza sfiorare alcun dettaglio come comportarsi da bambino. È innamorato di Bambi.
- Prof. Moshimo: Il creatore di Robotboy, è un anziano e benefico scienziato giapponese in pensione. Lo affidò a Tommy affinché lo aiutasse a essere un vero bambino e perché temeva che sarebbe caduto in mani sbagliate. Ha un forte senso di giustizia e non è per niente severo. Vuole molto bene a Robotboy, che considera come un figlio, e spera che raggiunga il suo obiettivo, è fidanzato con una ragazza giapponese di nome Miumiu.
- Augustus "Gus" Turner: Anche detto G-Man, è un bambino grasso dai capelli rossi. È il migliore amico di Tommy. È molto arrogante e goloso. A volte cerca di approfittare dei suoi amici per suo guadagno personale. È di religione Amish, ma a differenza dei genitori, si veste in modo normale e crede nella tecnologia.
- Lola MBola: bambina benestante, l'unica femmina della squadra ed è innamorata di Tommy, e odia Bambi e Kurt. È gentile ma brusca contro Gus. Ha una gattina di nome Principessa a cui è molto affezionata, vive con il padre in una grande villa.
- Dott. Kamikazi: Un piccolo uomo con occhiali spessi e un kimono giapponese. È un genio del male ed è il nemico principale della serie. Egli vuole catturare Robotboy per creare un esercito di super robot con il quale dominare il mondo, ma viene spesso sconfitto e punito severamente da Tommy e i suoi amici per le sue cattiverie e i suoi infidi piani falliti nonostante le sue diavolerie già sventate.
- Constantine: è lo scagnozzo orfano del dott. Kamikazi. Lui è un uomo sensibile e non troppo minaccioso che agisce principalmente come potenza muscolare del suo capo. Costantine è anche un cuoco, la sua età si aggira sui 27-38 anni.
- Donnie Turnbull: È il fratello maggiore di Tommy. Ha 13 anni, si comporta da bullo e ha un atteggiamento da duro. È il figlio preferito di Dwight.
- Kurt: Un bullo della scuola di Tommy. Ha circa 11-12 anni, ha i capelli biondi e indossa un cappello. Suo padre è una spia che lo utilizza per cercare di catturare Robotboy. È il fidanzato di Bambi.
- Claus Von Afonzügel: Un uomo tedesco debole di corpo. Vuole gli arti di Robotboy per diventare più forte in modo che possa vendicarsi di tutti coloro che lo hanno umiliato per la sua scarsa forma fisica.
- Ludwing: È un gorilla scagnozzo di Claus.
- Il padre di Kurt: Un uomo che si veste come un agente segreto. Il suo piano è quello di catturare Robotboy.
- Bjorn Bjornson: È un bambino norvegese, geloso delle opere di Moshimo, tra cui Robotboy. Ha anche progettato un robot con le stesse potenzialità di Robotboy chiamato "Bjornbot", ha molta paura di sua madre.
- Bjornbot: È il sosia robotico di Bjorn Bjornson, ha paura della madre del suo creatore.
- Protoboy: Creazione del Dr. Moshimo. Aveva le stesse abilità di combattimento di Robotboy, ma gli mancava l'umanità. Egli è stato rubato dal Dr. Kamikazi che riprogrammò i suoi circuiti facendolo diventare cattivo. Egli fu scollegato da Costantine poiché distrusse il laboratorio di Kamikazi. Dopo qualche tempo Robotboy lo riattivò, ma il robot era stato programmato per attaccare Tommy e Moshimo. Sconfitto da Robotboy, Protoboy ritorna in un altro episodio prendendosi il corpo di Robotboy, e lasciando il suo a Robotboy stesso, ritornerà in un altro episodio, per avere vendetta sul fratello, e minacciando di uccidere i genitori di Tommy, in un altro episodio, rapisce Moshimo, e minaccia Robotboy e Robotgirl. Dopodiché egli verrà sconfitto e distrutto nello stesso episodio, sembra che tempo prima si sia sposato.
- Robotgirl: Versione femminile rosa di Robotboy. Appare nell'episodio "Robotgirl". All'inizio Robotboy si era spaventato, ma poi hanno fatto amicizia e Robotboy inizia ad avere interesse amorevole per lei.
- Generale Yakitori: È un generale malvagio con parti del corpo meccaniche che tenterà di catturare Robotboy, ma senza riuscirci, nell'episodio "tutti amano la nonna" si fidanzerà con Nonna T, la nonna paterna di Tommy, nonché madre di Dwight.
- Dwight Turnbull: è il marito di Debbie ed è il padre di Tommy e Donnie. Donnie è il suo figlio preferito.
- Debbie Turnbull: è la moglie di Dwight, ed è la madre di Tommy e Donnie.

## Episodi
| Stagione         | Episodi | Prima TV originale | Prima TV Italia |
| ---------------- | ------- | ------------------ | --------------- |
| Prima stagione   | 26      | 2005-2006          | 2006            |
| Seconda stagione | 26      | 2007-2008          | 2009            |

## Doppiaggio
| Personaggio         | Doppiatore francese | Doppiatore inglese | Doppiatore italiano                                      |
| ------------------- | ------------------- | ------------------ | -------------------------------------------------------- |
| Robotboy            | Laurence Bouvard    | Laurence Bouvard   | Anna Lana                                                |
| Tommy Turnbull      | Lorraine Pilkington | Charlie Schlatter  | Patrizia Mottola                                         |
| Gus Turner          | Rupert Degas        | Greg Cipes         | Laura Righi                                              |
| Lola MBola          | Laurence Bouvard    | Novie Edwards      | Anna Lana                                                |
| Prof Moshimo        | Togo Igawa          | David Carradine    | Donato Sbodio (da anziano) Corrado Conforti (da giovane) |
| Dott. Kamikazi      | Eiji Kusuhara       | Charlie Schlatter  | Mario Brusa                                              |
| Constantine         | Jason Davis         | Rob Paulsen        | Mario Brusa                                              |
| Kurt                | Rupert Degas        | Charlie Schlatter  | Federico Zanandrea (1ª voce) Corrado Conforti (2ª voce)  |
| Donnie Turnball     | Lewis McLeod        | Alexander Polinski | Marco Panzanaro                                          |
| Debbie Turnbull     | Laurence Bouvard    | Kath Soucie        | Beatrice Caggiula                                        |
| Dwight Turnbull     | Lewis McLeod        | Greg Cipes         | Mario Brusa                                              |
| Bjorn Bjornson      | Lewis McLeod        | Greg Cipes         | Luca Ghignone                                            |
| Robotgirl           | Laurence Bouvard    | Laurence Bouvard   | Anna Lana                                                |
| Human Fist          | Lewis McLeod        | Daran Norris       | Paolo Sesana                                             |
| Klaus Von Afoncugel | Rupert Degas        | Jeff Bennett       | Mario Brusa                                              |
| Bambi               | Laurence Bouvard    | Laurence Bouvard   | Valentina Favazza                                        |